# Теренс Хилл
Теренс Хилл (англ. Terence Hill; настоящее имя Марио Джиротти (итал. Mario Girotti); род. 29 марта 1939, Венеция, Италия) — итальянский актёр и кинорежиссёр.

## Биография
Марио родился 29 марта 1939 года в Венеции, в семье итальянского фармацевта. С 1943 по 1945 год семья провела на родине матери, в городке Ломмач, Германия, спасаясь от бомбардировок Дрездена. Спустя некоторое время Джиротти переехали в Рим.
Марио с детства увлекался плаванием (на соревнованиях выступал за римскую команду Лацио) и греблей. На тренировках он познакомился со своим будущим партнёром по съёмкам Карлом Педерсоли (Бад Спенсер), который выступал за ту же команду.
В 12 лет Марио впервые снялся в кино: итальянский режиссёр Дино Ризи (итал. Dino Risi) выбрал его на главную роль в фильме «Каникулы для гангстера» (итал. Vacanze col gangster). Картина имела успех, и молодой актёр быстро стал популярным.
В 1957 году Марио Джиротти снялся в фильме «Большая голубая дорога» (англ. Wide Blue Road), где его партнёром был Ив Монтан. В 1958 году актёр участвовал в телефильме по мотивам романа Оскара Уайльда «Портрет Дориана Грея».
В 1963 году итальянский режиссёр Лукино Висконти пригласил Джиротти на одну из ролей в фильме «Леопард» (англ. The Leopard), где также были заняты Берт Ланкастер, Клаудия Кардинале и Ален Делон. После выхода фильма на экраны Марио решил бросить университет, где изучал классическую филологию, и сосредоточиться на актёрской профессии.
Некоторое время он провел в Германии, принимая участие в проектах, которые впоследствии принесут ему славу в немецкоязычных странах.
В конце 1960-х годов стал набирать популярность жанр, для которого позже было придумано название «спагетти-вестерн». Именно в этот период (в 1967 году) Джиротти решает взять псевдоним. Существует как минимум две версии, откуда появилось имя «Теренс Хилл». По одной из них Марио выбрал новое имя из списка, составленного продюсерами, руководствуясь тем, что у его матери те же инициалы — «T. H.». В соответствии с другой версией (которую сам актёр отвергает), он взял фамилию жены-американки Лори Хилл и имя древнеримского мыслителя Теренция.
Так или иначе, в титрах очередной картины «Бог простит… Я — нет!» (англ. God forgives, I don't) настоящее имя актёра впервые было заменено псевдонимом. Этот фильм стал первым, где в качестве напарника Теренса появился его бывший товарищ по бассейну Бад Спенсер.
Благодаря филигранной игре на контрастах характеров Хилл и Спенсер создали в своих фильмах настолько своеобразную, совершенно нетипичную для вестернов атмосферу, что кинокритики стали говорить о возникновении новой разновидности спагетти-вестерна — комедийной. Классическим воплощением новой игровой манеры стали фильмы «Меня зовут Троица» и «Меня всё ещё зовут Троица».
Со временем Теренс Хилл перебрался в Голливуд, где не только снимался, но и режиссировал сам. В 1999 году Теренс играл Дона Маттео в одноимённом фильме, снятом для итальянского телевидения. Его персонаж — священник, помогающий полиции раскрывать запутанные преступления.
В 2022 был внесён кандидатом в списки голосования за президента Итальянской республики.
Увлечения Теренса — мотоциклы, лыжи и классическая музыка.

## Фильмография
| Год       | Русское название                   | Оригинальное название                         | Персонаж                      |
| --------- | ---------------------------------- | --------------------------------------------- | ----------------------------- |
| 1951      | Каникулы для гангстера             | Vacanze col gangster                          | Джанни                        |
| 1953      |                                    | Viale della speranza                          |                               |
| 1953      | Империя солнца                     | Empire of the Sun                             |                               |
| 1953      |                                    | Viale della speranza                          |                               |
| 1953      |                                    | Età dell’amore, L                             |                               |
| 1953      | Парк Боргезе                       | Villa Borghes                                 |                               |
| 1954      |                                    | Divisione Folgore                             |                               |
| 1955      |                                    | La vena d’oro                                 | Коррадо                       |
| 1955      | Разгромленные                      | Gli sbandati                                  |                               |
| 1956      |                                    | Mamma sconosciuta                             | Джанни Мартини                |
| 1957      | Лаццарелла                         | Lazzarella                                    | Лучано Пико                   |
| 1957      |                                    | Guaglione                                     | Франко Даниэли                |
| 1957      | Большая голубая дорога             | La Grande strada azzurra                      | Ренато                        |
| 1958      | Идол                               | l novelliere: The picture of Dorian Gray (ТВ) |                               |
| 1958      | Анна из Бруклина                   | Anna di Brooklyn                              | Циццило                       |
| 1958      | Меч и крест                        | La spada e la croce                           | Лаццаро                       |
| 1959      | Первая любовь                      | Primo amore                                   |                               |
| 1959      |                                    | Il Padrone delle ferriere                     | Октав де Бюли                 |
| 1959      |                                    | Spavaldi e innamorati                         | Паоло                         |
| 1959      |                                    | Cerasella                                     | Бруно                         |
| 1959      | Ганнибал                           | Annibale                                      | Квинтилий                     |
| 1960      |                                    | Un militare e mezzo                           | Джорджио Страццонелли         |
| 1960      |                                    | Giuseppe venduto dai fratelli                 | Бенджамин                     |
| 1960      | Карфаген в огне                    | Cartagine in fiamme                           | Цур                           |
| 1960      | Мацист Могучий                     | Maciste nella valle dei re                    |                               |
| 1960      | Музыкальный автомат кричит о любви | Juke box urli d’amore                         | Отелло                        |
| 1961      |                                    | Pecado de amor                                | Анжел Вега                    |
| 1961      | Волшебная лампа Аладдина           | Le meraviglie di Aladino                      | принц Молюк                   |
| 1962      | Самый короткий день                | Il giorno più corto                           | австрийский солдат            |
| 1962      | Семь морей до Кале                 | Il Dominatore dei sette mari                  | Бабингтон                     |
| 1963      | Леопард                            | Il gattopardo                                 | граф Кавриаги                 |
| 1964      | Виннету - сын Инчу-Чуна            | Winnetou — 2. Teil                            | лейтенант Роберт Мерилл       |
| 1964      | Среди коршунов                     | Unter Geiern                                  | Бейкер-младший                |
| 1965      |                                    | Schüsse im Dreivierteltakt                    | Энрико                        |
| 1965      |                                    | Duell vor Sonnenuntergang                     | Ларри Маккоу                  |
| 1965      | Руф дель Вальдер                   | Ruf der Wälder                                | Марчелло Скальци              |
| 1965      | Верная Рука - друг индейцев        | Old Surehand                                  | Тоби                          |
| 1965      | Нефтяной король                    | Der Ölprinz                                   | Ричард Форсайт                |
| 1966      | Зигфрид                            | Die nibelungen, Teil 1: Siegfried             | Гизельхер                     |
| 1967      |                                    | La Feldmarescialla                            | профессор Джулиано Финески    |
| 1967      |                                    | Io non protesto, io amo                       | Габриэль                      |
| 1967      | Маленькая Рита                     | Little Rita nel West                          | Черная Звезда                 |
| 1967      | Бог простит… Я — нет!              | Dio perdona… Io no!                           | Кэт Стивенс                   |
| 1967      | Месть Кримхильды                   | Die nibelungen, Teil 2: Kriemhilds Rache      | Гизельхер                     |
| 1968      | Козырной туз                       | I quattro dell’Ave Maria                      | Кэт Стивенс                   |
| 1968      | Приготовь гроб                     | Preparati la bara!                            | Джанго                        |
| 1969      |                                    | Barbagia                                      | Грациано Кассита              |
| 1969      | Золотые копи                       | La Collina degli stivali                      | Кэт Стивенс                   |
| 1970      | Гнев ветра                         | La Collera del vento                          | Марко                         |
| 1970      | Меня зовут Троица                  | Lo chiamavano Trinita                         | Троица                        |
| 1971      | Чёрный Корсар                      | Il corsaro nero                               | Блэкки                        |
| 1972      |                                    | Vero e il falso, Il                           | Maрко Maнин                   |
| 1972      | Давайте, ребята                    | Piu forte, ragazzi!                           | Плата                         |
| 1972      | Меня всё ещё зовут Троица          | …continuavano a chiamarlo Trinita             | Троица                        |
| 1972      | Человек с востока                  | E poi lo chiamarono il magnifico              | сэр Томас Фитцпатрик          |
| 1973      | Меня зовут Никто                   | Il mio nome e Nessuno                         | Никто                         |
| 1974      | Иначе мы рассердимся               | Altrimenti ci arrabbiamo                      | Кид                           |
| 1974      | Подставь другую щёку               | Porgi l’altra guancia                         | отец                          |
| 1975      | Гений, два земляка и птенчик       | Un genio, due compari, un pollo               | Джо Сенкс                     |
| 1976      | Борцы с преступностью              | I due superpiedi quasi piatti                 | Мэтт Кирби                    |
| 1977      | Легионеры                          | March or Die                                  | Марко Сегрейн                 |
| 1977      | Мистер Миллиард                    | Mr. Billion                                   | Гвидо Фальконе                |
| 1978      | Орел или Решка                     | Pari e dispari                                | Джонни Фирпо                  |
| 1979      | Я - за гиппопотамов!               | Io sto con gli ippopotami                     | Слим                          |
| 1980      | Суперполицейский                   | Poliziotto superpiù                           | Дейв Спид                     |
| 1981      | Найдешь друга — найдешь сокровище  | Chi trova un amico, trova un tesoro           | Алан                          |
| 1983      | Всегда готовы                      | Nati con la camicia                           | Роско Фрейзер                 |
| 1983      | Дон Камилло                        | Don Camillo                                   | Дон Камилло                   |
| 1984      | Сплошные неприятности              | Non c'è due senza quattro                     | Элиот Ванс / Бастиано Коимбра |
| 1985      | Суперполицейские из Майами         | Miami Supercops                               | Дуг Беннет / Джей Донелл      |
| 1987      | Ренегат                            | Renegade                                      | Люк                           |
| 1991      | Счастливчик Люк                    | Lucky Luke                                    | Люк                           |
| 1991      | Счастливчик Люк-2                  | Lucky Luke 2                                  | Люк                           |
| 1993      | Счастливчик Люк (сериал)           | Lucky Luke                                    | Люк                           |
| 1994      | Любители неприятностей             | Botte di Natale                               | Тревис                        |
| 1997      | Виртуальное оружие                 | Cyberflic                                     | Скимс                         |
| 2000-2020 | Дон Маттео                         | Don Matteo                                    | Дон Маттео                    |
| 2006      |                                    | L’uomo che sognava con le aquile              | Рокко Вентура                 |
| 2009      |                                    | L’uomo che cavalcava nel buio                 | Рокко                         |
| 2009      | Док Вест                           | Doc West                                      | Док Вест                      |
| 2018      | Меня зовут Томас                   | My Name Is Thomas                             | Томас                         |